# Jato
Jatom se naziva veća grupa životinja koje zajedno lete, noće, gnijezde se, sele itd. krećući se pri tome vrlo sinkronizirano. To su najčešće ptice, ali i šišmiši se mogu okupljati u takve skupine, pa se tada i te skupine nazivaju jato. 
Slično ponašanje prisutno je i kod cijelog niza drugih životinjskih skupina, samo što se kod drugih skupina okupljanje drugačije naziva. Tako se veliki kopneni sisavci okupljaju u krda, kukci u rojeve, ribe u plove, a morski sisavci po jednima isto u plove, dok njihova okupljanja drugi zoolozi nazivaju školama.